# Parafia św. Teresy od Dzieciątka Jezus w Godziszowie

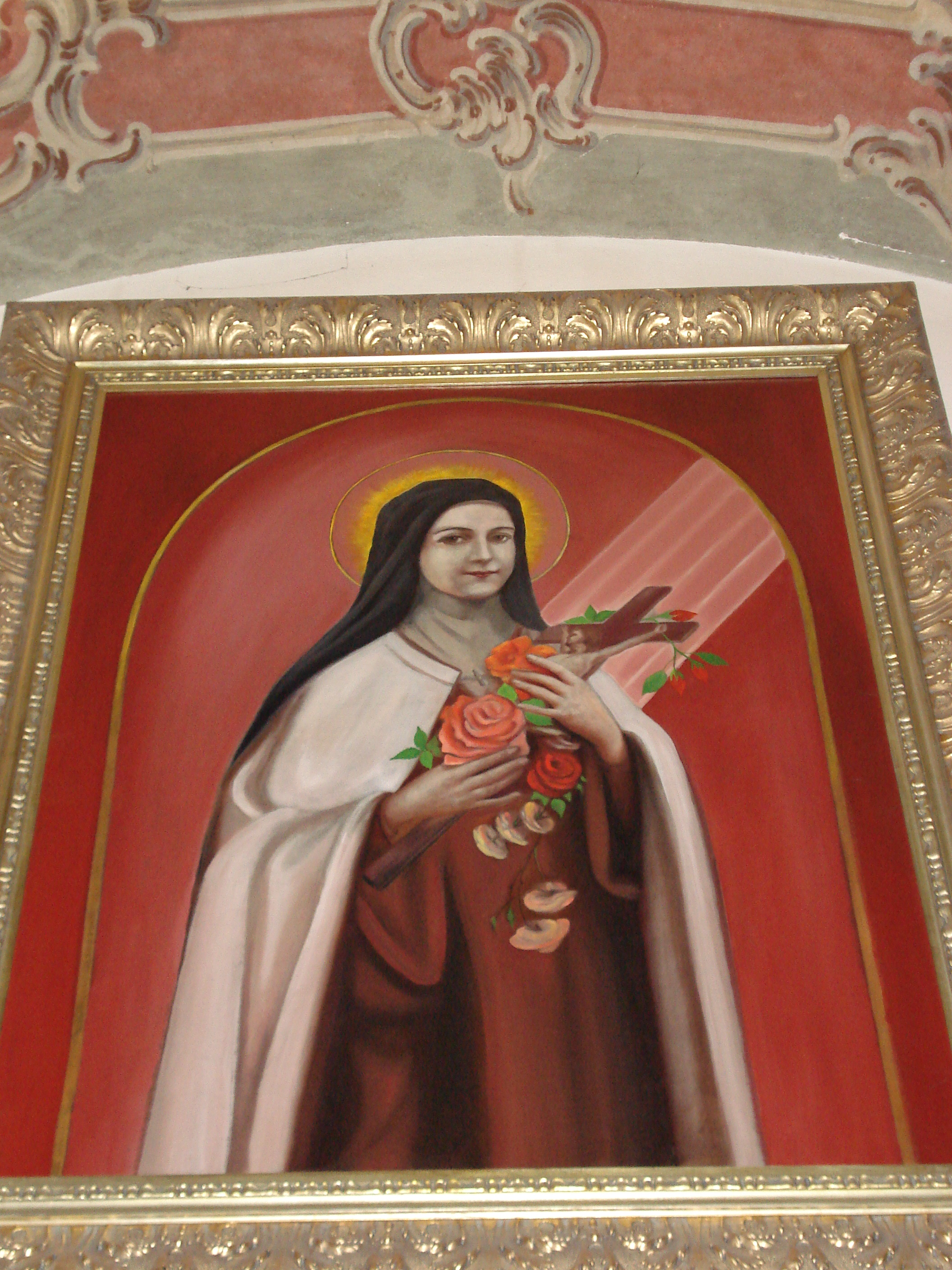
Św. Teresa patronka parafii

Parafia pw. Świętej Teresy od Dzieciątka Jezus w Godziszowie – parafia rzymskokatolicka znajdująca się w diecezji sandomierskiej w dekanacie Janów Lubelski. Erygowana w 1928. Mieści się pod numerem 133. Parafię prowadzą księża diecezjalni.
Parafię tworzą: Godziszów (Godziszów I, Godziszów II, Godziszów III).

## Historia
Dnia 21.01.1928 r. odbywa się pierwsze oficjalne zebranie mieszkańców Godziszowa w sprawie utworzenia parafii. Została wybrana delegacja, która udała się do ks. dziekana Zawiszy a następnie do ks. bp. Mariana Fulmana w Lublinie. Ks. biskup zgodził się na utworzenie parafii i mianuje ks. Józefa Bierzyńskiego wikariusza z Janowa Lub. na proboszcza nowo powstałej parafii. Mianowany na proboszcza w 1928 r. pozostaje w parafii do 1939 r.
Parafia pod wezwaniem św. Teresy od Dzieciątka Jezus w Godziszowie została erygowana 3 grudnia 1928 roku przez bp. L. Fulmana z części parafii Janów Lubelski. Proboszcz otrzymał część ziemi z gruntów gromadzkich, a resztę ofiarowała ordynacja zamojska. W 1929 r. założono miejscowy cmentarz. W latach trzydziestych wybudowano plebanię i budynki gospodarcze. 
Kościół parafialny pod wezwaniem św. Teresy wybudowano w latach 1934-1937 ze składek parafian. 28 lipca 1946 roku uroczyście konsekrował go ówczesny biskup lubelski Stefan Wyszyński. Na pamiątkę tego wydarzenia, 29 lipca 2001 roku odsłonięto i poświęcono tablicę z podobizną Sługi Bożego Stefana kardynała Wyszyńskiego. Tablicę wykonał artysta rzeźbiarz Karol Badyna z Krakowa, a poświęcił ją ks. bp Marian Zimałek. Kościół jest budynkiem murowanym z cegły, trzynawowym, po lewej stronie kaplica połączona z kościołem, przy prezbiterium zakrystia, przy nawie kruchta, dwie wieże frontowe i wieżyczka nad nawą główną. W ołtarzu głównym jest figura św. Teresy. Na chórze muzycznym są 16-głosowe organy, wykonane przez firmę S. Truszczyńskiego z Włocławka w 1947 r. Ambona i chrzcielnica zostały wykonane przez Adama Krzysztonia z Janowa Lubelskiego. Obok kościoła znajduje się dzwonnica - murowana w stylu kościoła. Co roku 2 lutego w święto Matki Boskiej Gromnicznej wierni do kościoła przychodzą z gromnicami wykonanymi wyłącznie z wosku pszczelego, a nie z parafiny. Parafia w Godziszowie organizuje Zaduszki Chłopskie.